# ニッケロセン
ニッケロセン（Nickelocene）は、化学式がNi(η5-C5H5)2の有機金属化合物である。ビス(シクロペンタジエニル)ニッケルまたはNiCp2とも呼ばれ、鮮やかな緑色で常磁性の固体である。実用的な用途は無いが、学術的に関心が大きい。
コバルトセンなどと同様に空気中では酸化されるため、酸素を遮断したうえで取り扱う必要がある。
硝酸と反応させると、赤色液体で毒性が強いシクロペンタジエニルニッケルニトロシルとなる。

## 構造と結合
ニッケロセンはメタロセンと呼ばれる有機金属化合物の一つである。メタロセンは通常、金属イオンが2つの平面シクロペンタジエニル環に挟まれたサンドイッチ構造をしており、この構造は安定であり有機溶媒に溶けやすく、揮発性（真空中で直ちに昇華する）がある。固体状態では、分子はD5h対称を持ち、2つの環はエクリプス型の立体配座をとる。
中心のニッケルは2+の電荷を持ち、Cp環は通常、シクロペンタジエンが脱プロトン化したシクロペンタジエニルアニオン（Cp-）として配位している（この構造はフェロセンに似ている）。電子構造に関して、Niの3対のd電子は3つのd軌道を構成し、Ni - Cp結合にはNiのd軌道のdxy, dx2–y2, dz2が関係している。残る2個のd-電子のうち1個はdyzとdxzのそれぞれに存在し、分子に常磁性もたらしている。20価電子のニッケロセンは遷移金属メタロセンの中では最も多い電子数である。しかしながら、コバルトセン［Co(C5H5)2］の方がより強力な還元剤である。

## 合成
ニッケロセンは、初のメタロセン化合物であるフェロセンが発見されてから間もなく、エルンスト・オットー・フィッシャーによって1953年に初めて合成された。それは、脱プロトン化したシクロペンタジエンと臭化エチルマグネシウム、そして無水ニッケル(II)acacからワンポットで合成された。現代では、無水条件で塩化ニッケル(II)とシクロペンタジエニルナトリウムから合成される。
{\displaystyle {\ce {[Ni(NH3)6]Cl2\ + 2NaC5H5 -> Ni(C5H5)2\ + 2NaCl\ + 6NH3}}}